# Campionato del mondo PDC
Il Campionato del mondo PDC, organizzato dalla Professional Darts Corporation (PDC) è uno dei due campionati del mondo di freccette. I vincitori del mondiale PDC ricevono il Sid Waddell Trophy.
La prima edizione del mondiale PDC si tenne nel 1994 (allora si chiamava campionato del mondo WDC), anno in cui il World Darts Council si separò dalla British Darts Organization (BDO).
L'attuale campione del mondo è l'inglese Luke Littler.

## Storia
Nel 1992 alcuni giocatori di alto profilo, tra i quali tutti i precedenti vincitori del Campionato del mondo BDO ancora in attività, formarono il World Darts Council (WDC) e nel 1994 organizzarono il loro primo campionato del mondo. Dennis Priestley vinse la competizione inaugurale. I giocatori erano liberi di scegliere quale campionato disputare (ma non potevano partecipare a entrambi i campionati lo stesso anno).
All'inizio il torneo veniva trasmesso dalla televisione satellitare anziché da quella terrestre e fino al 2001 il montepremi per i giocatori del WDC (poi divenuto PDC nel 1997) è stato inferiore a quello della controparte organizzata dalla BDO. Nel 2002, il montepremi della PDC ha superato per la prima volta quello della BDO e nel 2010 ha raggiunto per la prima volta il milione di sterline, con il campione del mondo che ha incassato 200.000 sterline.
Nel 2020, in seguito allo scioglimento della British Darts Organisation, il campionato del mondo PDC è diventato per breve tempo l'unico campionato mondiale di freccette riconosciuto, finché nel 2022 la World Darts Federation (WDF) ha organizzato una sua versione del torneo mondiale che, di fatto, sostituisce quella gestita dalla BDO. 

## Albo d'oro
| Anno | Campione (media in finale)     | Punteggio | Secondo (media in finale)      | Luogo                   |
| ---- | ------------------------------ | --------- | ------------------------------ | ----------------------- |
| 1994 | Dennis Priestley (94.38)       | 6–1       | Phil Taylor (90.62)            | Circus Tavern Purfleet  |
| 1995 | Phil Taylor (94.11)            | 6–2       | Rod Harrington (87.15)         | Circus Tavern Purfleet  |
| 1996 | Phil Taylor (98.52)            | 6–4       | Dennis Priestley (101.48)      | Circus Tavern Purfleet  |
| 1997 | Phil Taylor (100.92)           | 6–3       | Dennis Priestley (96.78)       | Circus Tavern Purfleet  |
| 1998 | Phil Taylor (103.98)           | 6–0       | Dennis Priestley (90.75)       | Circus Tavern Purfleet  |
| 1999 | Phil Taylor (97.11)            | 6–2       | Peter Manley (93.63)           | Circus Tavern Purfleet  |
| 2000 | Phil Taylor (94.42)            | 7–3       | Dennis Priestley (91.80)       | Circus Tavern Purfleet  |
| 2001 | Phil Taylor (107.46)           | 7–0       | John Part (92.58)              | Circus Tavern Purfleet  |
| 2002 | Phil Taylor (98.47)            | 7–0       | Peter Manley (91.35)           | Circus Tavern Purfleet  |
| 2003 | John Part (96.87)              | 7–6       | Phil Taylor (99.98)            | Circus Tavern Purfleet  |
| 2004 | Phil Taylor (96.03)            | 7–6       | Kevin Painter (90.48)          | Circus Tavern Purfleet  |
| 2005 | Phil Taylor (96.14)            | 7–4       | Mark Dudbridge (90.66)         | Circus Tavern Purfleet  |
| 2006 | Phil Taylor (106.74)           | 7–0       | Peter Manley (91.72)           | Circus Tavern Purfleet  |
| 2007 | Raymond van Barneveld (100.93) | 7–6       | Phil Taylor (100.86)           | Circus Tavern Purfleet  |
| 2008 | John Part (92.86)              | 7–2       | Kirk Shepherd (85.10)          | Alexandra Palace Londra |
| 2009 | Phil Taylor (110.94)           | 7–1       | Raymond van Barneveld (101.18) | Alexandra Palace Londra |
| 2010 | Phil Taylor (104.38)           | 7–3       | Simon Whitlock (100.51)        | Alexandra Palace Londra |
| 2011 | Adrian Lewis (99.40)           | 7–5       | Gary Anderson (99.41)          | Alexandra Palace Londra |
| 2012 | Adrian Lewis (93.06)           | 7–3       | Andy Hamilton (90.83)          | Alexandra Palace Londra |
| 2013 | Phil Taylor (103.04)           | 7–4       | Michael van Gerwen (100.66)    | Alexandra Palace Londra |
| 2014 | Michael van Gerwen (100.10)    | 7–4       | Peter Wright (95.71)           | Alexandra Palace Londra |
| 2015 | Gary Anderson (97.68)          | 7–6       | Phil Taylor (100.69)           | Alexandra Palace Londra |
| 2016 | Gary Anderson (99.26)          | 7–5       | Adrian Lewis (100.23)          | Alexandra Palace Londra |
| 2017 | Michael van Gerwen (107.79)    | 7–3       | Gary Anderson (104.93)         | Alexandra Palace Londra |
| 2018 | Rob Cross (107.67)             | 7–2       | Phil Taylor (102.26)           | Alexandra Palace Londra |
| 2019 | Michael van Gerwen (102.21)    | 7-3       | Michael Smith (95.29)          | Alexandra Palace Londra |
| 2020 | Peter Wright (102.79)          | 7-3       | Michael van Gerwen (102.88)    | Alexandra Palace Londra |
| 2021 | Gerwyn Price (100.08)          | 7-3       | Gary Anderson (94.25)          | Alexandra Palace Londra |
| 2022 | Peter Wright (98.34)           | 7-5       | Michael Smith (99.22)          | Alexandra Palace Londra |
| 2023 | Michael Smith (100.87)         | 7-4       | Michael van Gerwen (99.58)     | Alexandra Palace Londra |
| 2024 | Luke Humphries (103.67)        | 7–4       | Luke Littler (101.13)          | Alexandra Palace Londra |
| 2025 | Luke Littler (102.73)          | 7-3       | Michael van Gerwen (100.69)    | Alexandra Palace Londra |

## Record e statistiche

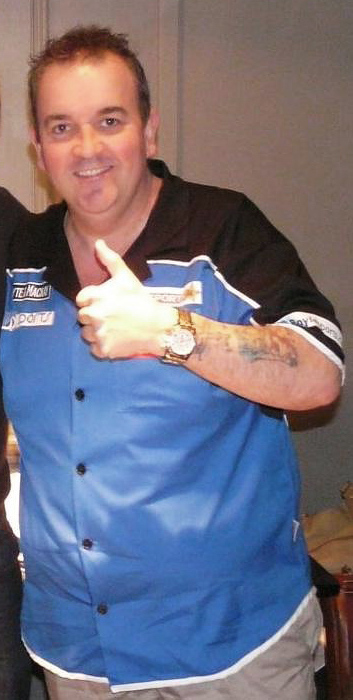
Phil Taylor ha giocato 19 finali nelle prime 26 edizioni

- Maggior numero di titoli: 14, Phil Taylor. Taylor ha anche due titoli BDO per un totale di 16 mondiali vinti.[3] Michael van Gerwen è secondo con 3 successi. Seguono John Part, Adrian Lewis. Gary Anderson e Peter Wright che condividono la terza posizione con due titoli PDC.[3]
- Maggior numero di finali: 19, Phil Taylor, 1994-2007, 2009-2010, 2013, 2015 e 2018[3]
- Maggior numero di vittorie: 110, Phil Taylor, 1994-2018. Taylor ha perso solo 11 incontri, raggiungendo sempre la finale dal 1994 al 2008 quando è stato battuto nei quarti di finale da Wayne Mardle.[4][5][6]
- Maggior numero di 180 in un'edizione (totale): 914 nel 2024[7]
- Maggior numero di 180 (individuale): 83, Micheal Smith nel 2022[8]
- Maggior numero di 180 in una partita: 24, Peter Wright (semifinale 2022) e Micheal Smith (finale 2022)[9][10]
- Giocatore più giovane: Mitchell Clegg, 16 anni e 37 giorni
- Finalista più giovane: Luke Littler, 16 anni e 346 giorni, nel 2024
- Vincitore più giovane: Luke Littler, 17 anni e 347 giorni, nel 2025

### Giocatori più vittoriosi
Nelle 32 edizioni del mondiale PDC sono 20 i giocatori che hanno giocato almeno una finale e, di questi, tredici hanno poi vinto il titolo.
| Vittorie | Giocatore          | Primo titolo | Ultimo titolo | Arco di anni |
| -------- | ------------------ | ------------ | ------------- | ------------ |
| 14       | Phil Taylor        | 1995         | 2013          | 19           |
| 3        | Michael van Gerwen | 2014         | 2019          | 6            |
| 2        | Gary Anderson      | 2015         | 2016          | 2            |
| 2        | Adrian Lewis       | 2011         | 2012          | 2            |
| 2        | John Part          | 2003         | 2008          | 6            |
| 2        | Peter Wright       | 2020         | 2022          | 3            |

### Nine-dart finish

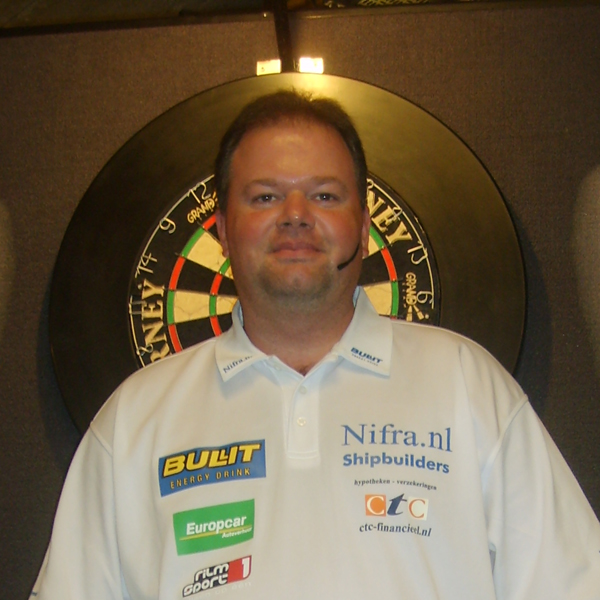
Raymond van Barneveld ha realizzato due Nine-dart finish

Sono quattordici i giocatori che hanno realizzato una Nine-dart finish. Solo l'olandese Raymond van Barneveld e l'inglese Adrian Lewis ne hanno realizzate due.
| Giocatore             | Anno | Turno            | Avversario            |
| --------------------- | ---- | ---------------- | --------------------- |
| Raymond van Barneveld | 2009 | Quarti di finale | Jelle Klaasen         |
| Raymond van Barneveld | 2010 | Secondo turno    | Brendan Dolan         |
| Adrian Lewis          | 2011 | Finale           | Gary Anderson         |
| Dean Winstanley       | 2013 | Secondo turno    | Vincent van der Voort |
| Michael van Gerwen    | 2013 | Semifinale       | James Wade            |
| Kyle Anderson         | 2014 | Primo turno      | Ian White             |
| Terry Jenkins         | 2014 | Primo turno      | Per Laursen           |
| Adrian Lewis          | 2015 | Terzo turno      | Raymond van Barneveld |
| Gary Anderson         | 2016 | Semifinale       | Jelle Klaasen         |
| James Wade            | 2021 | Terzo turno      | Stephen Bunting       |
| William Borland       | 2022 | Primo turno      | Bradley Brooks        |
| Darius Labanauskas    | 2022 | Primo turno      | Mike De Decker        |
| Gerwyn Price          | 2022 | Quarti di finale | Michael Smith         |
| Michael Smith         | 2023 | Finale           | Michael van Gerwen    |
| Christian Kist        | 2025 | Primo turno      | Madars Razma          |
| Damon Heta            | 2025 | Terzo turno      | Luke Woodhouse        |

## Sponsor
- Skol (1994)
- Proton Cars (1995)
- Vernon's Pools (1996)
- Red Band (1997)
- Skol (1998–2002)
- Ladbrokes (2003–2014)
- William Hill (2015–2022)
- Cazoo (2023)
- Paddy Power (2024-)

## Trofeo
In seguito alla morte del commentatore Sid Waddell, avvenuta l'11 agosto 2012, fu presa la decisione di chiamare il trofeo in suo onore dall'edizione 2013.